# Флаг СВР России
Флаг СВР России является официальным символом, указывающим на принадлежность к Службе внешней разведки Российской Федерации (СВР России).
С декабря 1991 года СВР России провозгласила себя официальной преемницей Первого главного управления КГБ СССР (ПГУ КГБ СССР) и Центральной службы разведки СССР (ЦСР СССР).

## Описание флага
Указом Президента Российской Федерации от 31 октября 2009 г. № 1233 «Об учреждении геральдического знака — эмблемы, флага и знамени Службы внешней разведки Российской Федерации» утверждён флаг СВР России.

Флаг Службы внешней разведки Российской Федерации представляет собой прямоугольное полотнище, на котором изображён четырёхконечный синий (васильковый) крест с расширяющимися концами и с равноразделёнными бело-красными углами между концами креста. Белые половины углов примыкают к вертикальным концам креста.
В центре полотнища изображён геральдический знак — эмблема Службы внешней разведки Российской Федерации. Отношение ширины флага к его длине — два к трём. Отношение высоты эмблемы к ширине флага — один к двум.

## Описание эмблемы

Эмблема СВР России, 2009 г.

Эмблема СВР России, до 2009 г.

Указом Президента Российской Федерации от 31 октября 2009 г. № 1233 «Об учреждении геральдического знака — эмблемы, флага и знамени Службы внешней разведки Российской Федерации» утверждена эмблема СВР России.

Эмблема Службы внешней разведки Российской Федерации представляет собой золотой двуглавый орёл с поднятыми распущенными крыльями, увенчанный двумя малыми коронами и над ними — одной большой короной, соединёнными лентой.
В лапах орла — диагонально перекрещённые серебряные меч и пылающий факел. На груди орла — круглый щит, окованный серебром, с радиальной насечкой и двенадцатью золотыми закрепами.
Поле щита синего (василькового) цвета. В поле щита — серебряная пятилучевая сияющая звезда, в центре которой — голубое изображение земного шара с золотыми параллелями и меридианами.

## Знамя Службы внешней разведки Российской Федерации

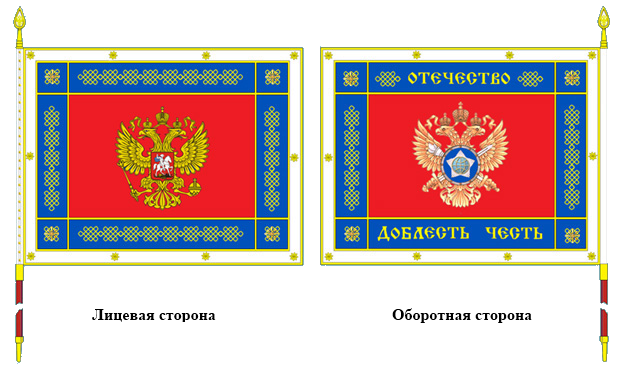
Знамя СВР России, 2009 г.

Указом Президента Российской Федерации от 31 октября 2009 г. № 1233 «Об учреждении геральдического знака — эмблемы, флага и знамени Службы внешней разведки Российской Федерации» утверждено знамя СВР России.

Знамя Службы внешней разведки Российской Федерации состоит из двустороннего полотнища, древка, навершия, скобы, подтока и знаменных гвоздей. В комплект со знаменем могут также входить знаменные ленты, панталер и знаменный чехол. Полотнище знамени прямоугольное, красного цвета, с каймой синего (василькового) цвета и узкой внешней каймой белого цвета. Полотнище знамени и кайма обшиты золотистой тесьмой. По синей кайме проходит золотистый плетёный орнамент, на белой кайме вышиты золотистые звёздочки.
На лицевой стороне полотнища знамени, в центре, — главная фигура Государственного герба Российской Федерации: золотой двуглавый орёл, поднявший распущенные крылья.
Орёл увенчан двумя малыми коронами и над ними — одной большой короной, соединёнными лентой.
В правой лапе орла — скипетр, в левой — держава. На груди орла — красный щит, на котором изображён серебряный всадник в синем плаще на серебряном коне, поражающий серебряным копьём чёрного опрокинутого навзничь и попранного конём дракона.

На оборотной стороне полотнища, в центре, — эмблема Службы внешней разведки Российской Федерации: золотой двуглавый орёл с поднятыми крыльями, увенчанный двумя малыми коронами и одной большой, соединёнными лентой. В лапах орла — диагонально перекрещённые серебряные меч и пылающий факел, на груди — круглый щит, поле щита синего (василькового) цвета. Щит окован серебром с радиальной насечкой и двенадцатью золотыми закрепами. В поле щита — серебряная пятилучевая сияющая звезда, в центре которой — голубое изображение земного шара с золотыми параллелями и меридианами. В верхней части синей каймы орнамент прерывается надписью «ОТЕЧЕСТВО», в нижней её части — надписью «ДОБЛЕСТЬ ЧЕСТЬ». Надписи выполнены золотистыми буквами, стилизованными под старославянский шрифт.
Ширина полотнища — 130 см, длина — 155 см с запасом из ткани белого цвета для крепления к древку.
Древко знамени деревянное, круглого сечения, окрашенное в коричневый цвет. Диаметр древка — 4 см, длина — 250 см.
Скоба — в виде прямоугольной пластины из золотистого металла, на которой выгравированы надпись «Служба внешней разведки Российской Федерации» и дата вручения знамени.
Навершие металлическое, золотистое, в виде прорезного копья с рельефным изображением Государственного герба Российской Федерации.
Подток металлический, золотистый, в виде усечённого конуса, высотой 9 см.
Шляпки знаменных гвоздей золотистые.

## Штандарт Директора Службы внешней разведки Российской Федерации

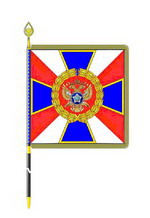
Штандарт Директора СВР России

Штандарт Директора Службы внешней разведки Российской Федерации учреждён Указом Президента Российской Федерации от 13 марта 2000 г. № 485 «О личных штандартах».